# Отвиль-хаус

Сад и здание Отвиль-хауса

Отвиль-хаус (англ. Hauteville House) — здание на улице Отвиль в городе Сент-Питер-Порт на острове Гернси.
Дом знаменит тем, что известный французский писатель Виктор Гюго жил и работал в нём во время своего изгнания.
Дом был построен в 1800-е гг. В 1856 году его приобрёл Виктор Гюго. В 1856—1870 гг писатель проживал в нём, закончив роман «Отверженные», написал два новых романа — «Труженики моря» и «Человек, который смеётся», а также стихи для эпопеи «Легенда веков». После провозглашения республики 5 сентября 1870 года Гюго вернулся во Францию. Однако в 1878 году он снова жил в Отвиль-хаусе, где писал роман «Девяносто третий год». По традиции, каждый понедельник он обедал с сорока детьми из малообеспеченных семей. По воспоминаниям Жюля Мишле, Гюго работал «с энергией сангвинической натуры, постоянно подстёгиваемой морским ветром».
В 1927 году потомки писателя передали дом Парижу. Позже в нём стало располагаться почётное консульство от лондонского посольства Франции в Великобритании.
К дому примыкает сад, где в изобилии растут деревья и цветы.